# テムズトンネル

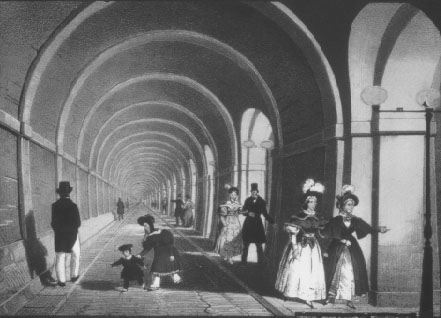
19世紀半ばのテムズトンネル内部

テムズトンネル（Thames Tunnel）は、ロンドンのテムズ川河底に、ロザーハイズとワッピングを結んで建設された水底トンネルである。幅35フィート（約11メートル）、高さ20フィート（約6メートル）の断面で、全長は1,300フィート（約396メートル）あり、満潮時の川の水面の下75フィート（約23メートル）のところを通っている。航行可能な河川の下に初めて建設に成功したトンネルであるとされ、トマス・コクランおよびマーク・イザムバード・ブルネルが新たに発明したシールド工法の技術を使って、ブルネルとその息子のイザムバード・キングダム・ブルネルが1825年から1843年までかけて建設した。
このトンネルはもともと、馬車を通すために設計されていたが、実際に馬車が通ることはなかった。現在ではロンドン・オーバーグラウンドの鉄道が通っている。

## 歴史と発展

### 建設

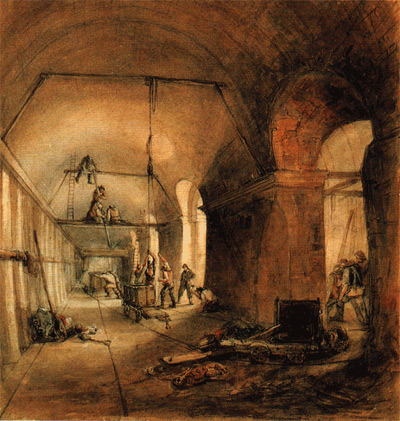
建設中のテムズトンネル内部、1830年

19世紀初頭の時点で、テムズ川の両岸で発達しつつあったドックを結びつけるために、北岸と南岸の間を結ぶ新たな交通手段の需要が高まっていた。技術者のラルフ・ドッドが1799年に、グレイブズエンドとティルベリーを結ぶトンネルの建設に取り組んだが、失敗していた。
1805年から1809年にかけて、リチャード・トレビシックを含むコーンウォール人の鉱山掘りの人々が、より上流のロザーハイズとワッピング/ライムハウスの間でトンネルを掘ることに挑んだが、地質が悪かったために失敗した。彼らは堅い岩を掘削する手法を用いたが、軟らかい粘土やクイックサンドの地質に対しても掘る方法を変えなかった。この「テムズ・アーチウェイ」プロジェクトは、全体の1,200フィート（約366メートル）中1,000フィート（約305メートル）のところまで先進導坑を掘った時点で2回水没して中止となった。このトンネルの断面は、わずか2-3フィート×5フィート（約61 - 91センチメートル×1.5メートル）しかなく、旅客が通行するために用いる、より大きなトンネルを掘る際の排水路として建設されたものであった。テムズ・アーチウェイプロジェクトの失敗により、技術者たちはトンネルの建設は非現実的であると考えるようになった。
しかし、フランスからイギリスに帰化したマーク・ブルネルはこの考えを受け入れなかった。1814年には彼は、ロシアのアレクサンドル1世に対して、サンクトペテルブルクのネヴァ川の下をくぐる水底トンネルの建設を提案している。この提案は受け入れられず、代わりに橋が建設されることになったが、ブルネルは新しいトンネル工法のアイデアを発展させつつあった。
ブルネルとトーマス・コクランは、1818年1月にトンネル工法としては革命的な進歩となるシールド工法の技術の特許を取得した。1823年にブルネルは、ロザーハイズとワッピングを結び彼のシールド工法を使って建設するトンネル計画を作成した。ウェリントン公など個人投資家からの出資を得られ、1824年にテムズトンネル会社が設立され、1825年2月に着工した。
最初の工事は、南岸のロザーハイズで、川岸から150フィート（約46メートル）離れた位置に大きな立坑を建設することであった。直径50フィート（約15メートル）の鉄製の円筒が地上で組み立てられ、これを用いて立坑の建設が行われた。この円筒の上に高さ40フィート（約12メートル）、厚さ3フィート（約91センチメートル）の煉瓦の壁が造られ、さらにその上には掘削時にポンプを駆動する強力な蒸気機関が据え付けられた。この装置全体の重量はおよそ1,000トンであった。円筒の下部はふちが尖らされており、この下の土砂を作業員が手作業で取り除いた。これにより円筒全体は自重により、まるで巨大な型抜きが軟らかい土壌をくりぬくかのように、次第に地中に潜りこんでいった。沈下の途中で、土圧が円筒をきつく締めつけてきたために円筒の沈下がある地点で止まってしまったが、追加の50,000個の煉瓦のおもりが加えられて沈下を再開した。こうした問題は、円筒の側面が完全に平行になっているために起きたものだと判明したため、後にワッピング側の立坑を建設した際には、下部が上部より直径が太くなるように設計された。このテーパーの付けられた設計により、途中で土圧に捕まらずに沈下できるようになった。1825年11月にロザーハイズ立坑は所定の位置まで掘削され、トンネル工事に着手できる状態となった。

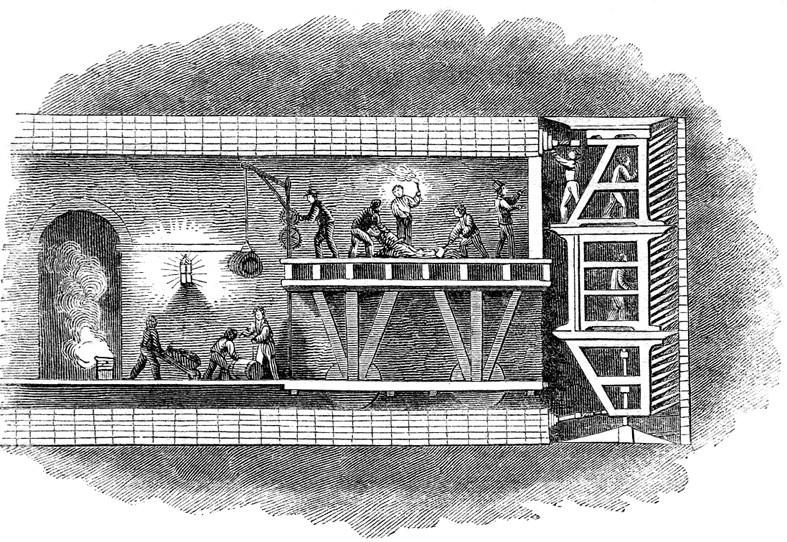
テムズトンネル建設に使われたシールドの図

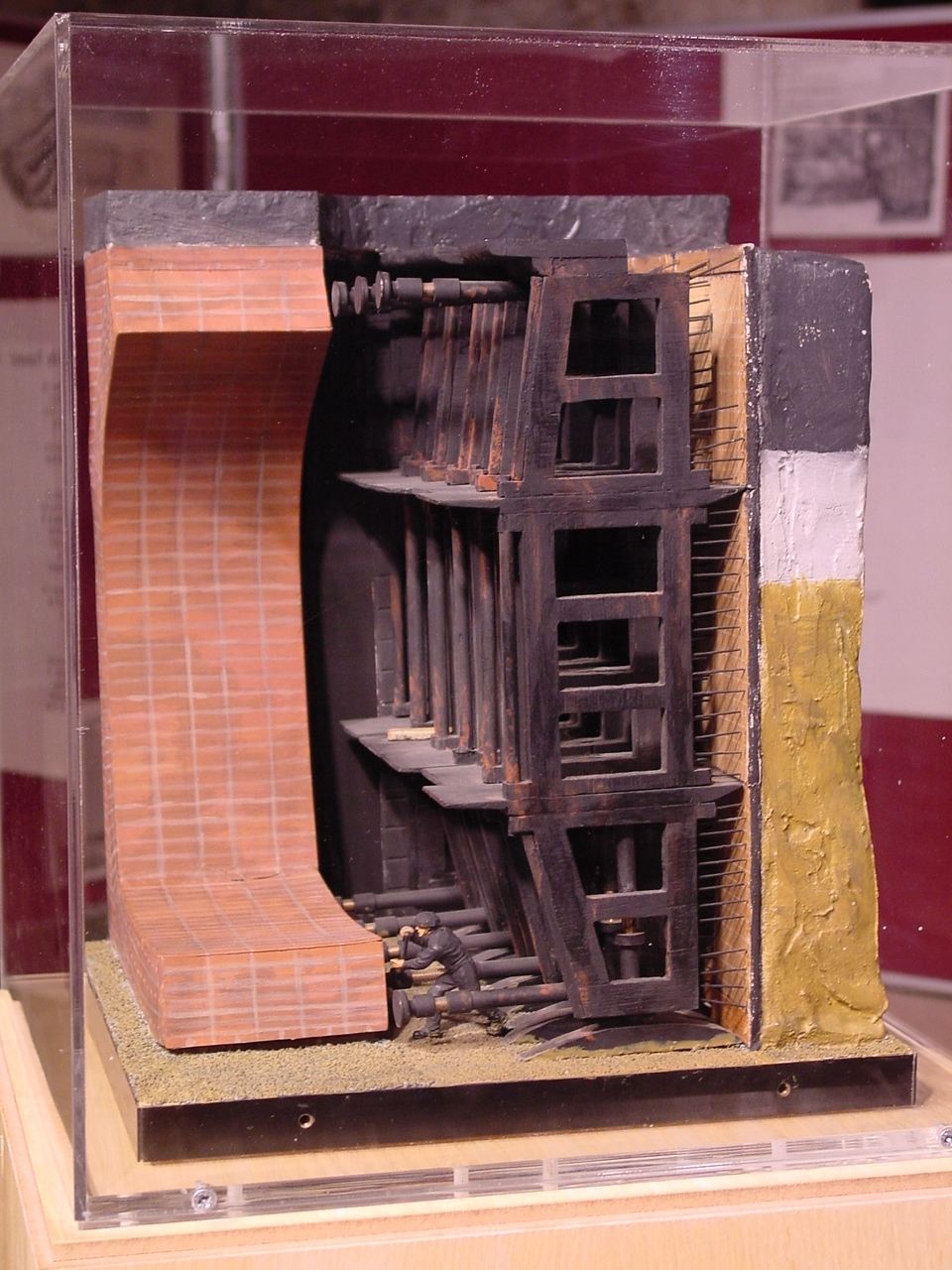
ロザーハイズのブルネル博物館に展示されているシールドマシンの模型

シールドは、ヘンリー・モーズリーのラムベスにある工場で製作され、ロザーハイズ立坑において組み立てられた。シールドはブルネルがテムズトンネルを建設するにあたって鍵となる技術であった。イラストレイテド・ロンドン・ニュースではその動作を以下のように説明している。
この偉大な掘削工事は、シールドと呼ばれる強力な装置を使って行われる。シールドは12個の枠を備えており、枠同士は本棚のように互いに隣り合って並べられ、さらにこれが3段縦に並べられて、合計で36か所の部屋で構成されている。1か所が1人の作業員用で、後ろ側は開いているが前側は取り外しできる板で覆われている。前側は掘削対象となる地面に向けられ、作業員は前の板を1枚取り外すと、ある指定された深さまでその板の奥にある地面を掘削し、新たに露出した地面を抑えて板を戻す。この板はこの時点でシールドの部屋より前に置かれるので、支柱を使って支える。前面の板がすべて前進すると、各セルは上部と下部に取り付けられた2個のスクリューによって掘削で空いたスペースへ前進し、後に完成した煉瓦の覆工が残る。この作業を繰り返して前進する。掘削作業員が前部で作業する間に後部で煉瓦の覆工が形成される。
シールドに取り付けられた12個の枠は、それぞれ7トン以上の重さがあった。シールド工法の重要な革新は、まだ覆工で覆われていない前方および周囲の地面をシールドが支えて崩壊の危険を減らすことにあった。しかし、上部の川から浸透してくる不潔な汚水混じりの水により大変不衛生な環境となり、ブルネル自身を含め多くの作業員が病気になった。この汚水からはメタンガスが発生し、作業員が使うオイルランプにより発火することがあった。常駐技術者のウィリアム・アームストロングが1826年4月に病に倒れると、マーク・ブルネルの息子のイザムバード・キングダム・ブルネルが20歳で跡を継いだ。
作業は遅く、1週間で8 - 12フィート（約3 - 4メートル）しか進まなかった。トンネルからいくらかでも収入を得るために、会社の重役は作業中のシールドを観光客が見学するのを許可した。この見学で1人1シリングを徴収し、1日およそ600 - 800人が見学した。
掘削は危険に満ちたものであった。549フィート（約167メートル）まで掘削された1827年5月18日にトンネルは突然水があふれ出した。ブルネルは潜水鐘をボートから降ろして川の底に開いた穴を埋めようと試み、トンネルの天井に通じる裂け目に粘土入りのバッグを詰め込んだ。この修復を終え、トンネルの排水が完了すると、ブルネルはトンネル内で晩餐を開いた。

#### 1828年
翌年の1828年1月12日にトンネルは再び水があふれ、6人が死亡した。ブルネルはこの事故ではかなりの幸運で生き残った。死亡した6人は、非常用の脱出口が閉鎖中であることを知っていたため、大きな吹き抜け階段のところまで逃げようとした。ブルネルはそうせずに閉鎖中の非常用脱出口に逃げ、そこで大きな音を立てた。ビーミッシュという名前の屈強な作業員がこの音を聞いて、ドアを破壊して意識を失ったブルネルを引き上げ、蘇生させた。彼は健康回復のために、ブリストル近郊のブリスリントンへ送られた。そこでは彼は、クリフトン吊橋の建設競争の話を聞いている。
財務問題も発生し、8月にはシールドの直後までの壁を完成させると、7年間に渡って放置されることになった。

#### 再開
1834年12月にブルネルは大蔵省から借り受けた247,000ポンドを含め、建設続行に十分な費用を調達することに成功した。
1835年8月に工事が再開され、まず古くなり錆びついていたシールドが解体撤去された。1836年3月には、改良されより重くなった新しいシールドが現場で組み立てられ、掘削が再開された。
1837年8月23日、1837年11月3日、1838年3月20日、1840年4月3日と何度も発生した浸水やメタン、硫化水素の漏れや火災などに妨げられながらも、工事再開から5年半後の1841年11月にトンネル工事が完成した。トンネル工事の遅れと何度も繰り返された浸水のために、トンネルはジョークの対象となった。

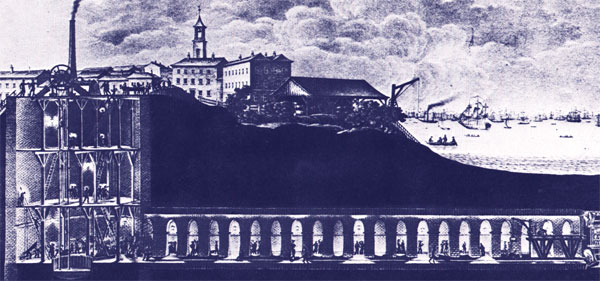
テムズトンネル掘削工事の断面図、おそらく1840年頃のもの

1841年から1842年にかけてトンネルには照明設備の工事が行われ、車道が整備され、らせん階段が設置された。現在はブルネル博物館となっているロザーハイズ側の機械室が、トンネルの排水のための設備を収容する施設として建設された。最終的にトンネルは1843年3月25日に開通した。

### 歩行者向けの利用
テムズトンネルは、土木工学上の偉業ではあったが、財務的には成功しなかった。トンネルは、当初の費用見積もりを大幅に上回り、掘削のために454,000ポンド、その他の設備を設置するために180,000ポンドを要した。車両がトンネルに入れるように入口を拡張する提案もあったが、費用問題のために見送られ、歩行者のみこのトンネルを使用した。トンネルは観光客を集めるようになり、通り抜けるのに1人1ペニーを徴収したが、年に約200万人の人々が訪れるようになった。そして人気のある歌のテーマにもなった。アメリカの旅行者のウィリアム・アレン・ドルーは、「ロンドンに行ったものは誰もがトンネルへ行く」とコメントし、また「世界8番目の不思議」であると表現した。彼自身が1851年にこのトンネルを見たとき、「いくらかがっかりした」と表明しているものの、しかしその内部を交通の動脈としてより地下の商店街であるかのように生き生きとした描写を行っている。
通りと川を隔てるワッピングの何ブロックもの建物の中に、大理石で造られた八角形の建物がある。いくつもある大きなドアの1つから中へ入り、直径50フィートの円形の広間に出る。床は青と白の大理石のモザイクで敷き詰められている。壁は飾り漆喰が塗られており、その周りには新聞、パンフレット、書籍、菓子、ビールなどを販売するスタンドが置かれている。見張り塔の類が川の隣、円形広間に隣接しておかれており、そこに太った料金徴収人がいる。彼の前に真鍮製のターンスタイルがあり、徴収人に1ペニーを払うことでそこを通り抜けることができる。ドアを入ると、大理石で造られた長い階段を使って立坑を下り始め、広い踊り場に出て、さらに反対側の向きに下る次の階段へと降りていく。立坑の壁は円形になっており、飾り漆喰で仕上げられ、絵画や珍しい品が吊り下げられている。最初の踊り場には巨大なオルガンが置かれており、素晴らしい音楽を演奏していて、しばらく立ち止まってその響きに耳を傾ける。

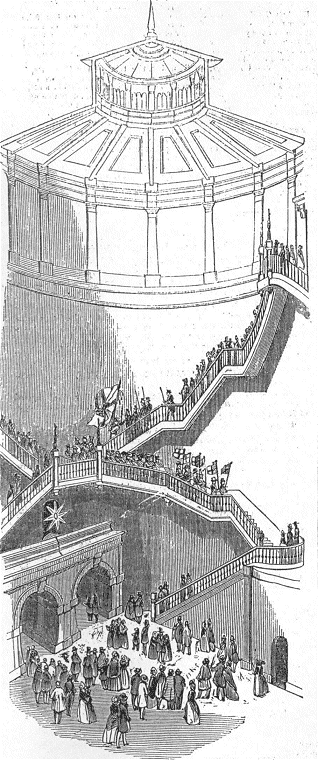
テムズトンネルの入口立坑

さらに下へ下り始めて次の大理石で造られた踊り場に達し、そこで休む間気を引くような珍しい品物がそこにも置かれている。そしてさらに下へ、80フィートの立坑の底へ降りていく。その間の壁は、絵画や像などがちりばめられている。底に到達すると、通りから入った時の円形広間に対応する丸い大理石の床を備えた直径50フィートの部屋となっている。壁沿いには窪みがいくつも設けられており、エジプトの降霊術師や占い師、踊る芸を仕込まれた猿など、さまざまな種類の芸が行われており小銭を稼ごうとしている。部屋はガス灯で照らされており、光り輝いている。

ここで自分の前にあるテムズトンネルに見入る。トンネルは2個の美しいアーチからなっており、川の対岸まで続いている。アーチはそれぞれ14フィート幅で24フィートの高さの道路となっており、3フィート幅の歩行者用の通路も用意されている。トンネルはよく換気されているようで、湿ってもこもった感じでもない。アーチを区切る壁はトンネル全長に渡って通じており、一方から他方に通じるアーチが設けられている。全部で50ほど横穴アーチがあり、豪華な雰囲気の雑貨売り場が設けられている。磨き上げられた大理石のカウンターにタペストリーで覆われた棚、そしてすべてを2倍に見せかける鏡である。ドレスを着飾った売り子の女性が微笑みかけながら、テムズトンネルの思い出となる品を何か買って帰るまでは通さないといった風情で待ち構えている。アーチはガス灯で太陽ほどの明るさに照らし出され、トンネルの構造を眺め、雑貨やおもちゃなどを眺める男性・女性・子供たちで常に通路は混雑している。何か買わずには通り抜けられない感じであり、ほとんどの商品には「テムズトンネルにて購入」「テムズトンネルからの贈り物」といったラベルが貼られている。
ドルーはおそらく、トンネルについて寛大な見方をしているが、やがてトンネルは娼婦や、アーチに潜んで通過する人を襲うトンネル盗賊といった人たちのたまり場とみなされるようになっていった。アメリカの作家、ナサニエル・ホーソーンはドルーの数年後に訪れた際のトンネルについてかなり否定的な見方を1855年の本で書いている。
トンネルは、見て直ちには分からないほどの長さで続くアーチで構成されており、ある間隔を置いてガス灯で薄暗く照らし出されている。ここで人生を過ごす人々がおり、朝にわずかに日光を見るほかはほとんど日光を見ることもないのだろうと想像する。この通路全体に渡って、小さなくぼみの中に売店がしつらえられており、主に女性が営業していて、人が近づくと多種多様の見かけ倒しの品を売ろうとしている。ともあれ、現在のトンネルの使われ方から見るに、トンネルは完全な失敗である。

### 鉄道トンネルとしての利用

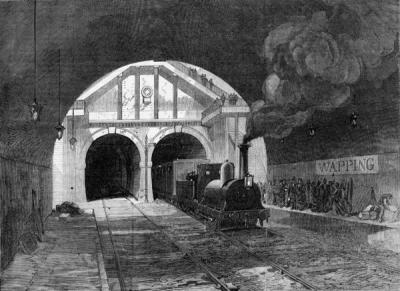
ワッピングにおいてテムズトンネルから列車が出てくる様子、1870年

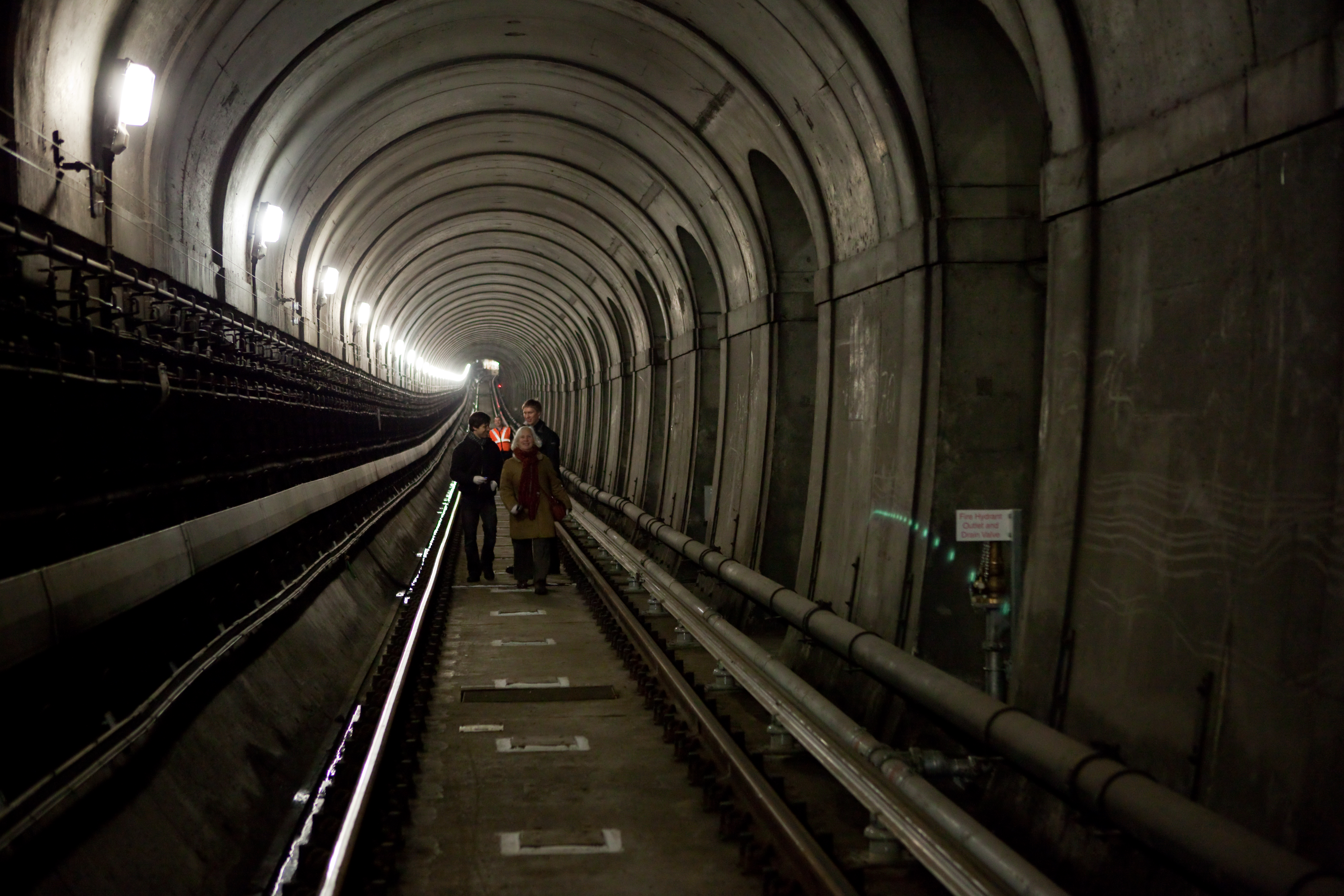
トンネルの内部、2010年

トンネル建設に投資した人にとって明らかに救済となったのが、1865年9月にトンネルがイースト・ロンドン鉄道に買収されたことであった。この会社はワッピング（さらには後にリバプール・ストリート駅）とサウス・ロンドン線の間で旅客と貨物を輸送する鉄道連絡を行うためにこのトンネルを使おうと考えた6つの本線鉄道会社のコンソーシアムであった。当初の設計では馬車を通すために考えられていたことから用意されていた余裕のあるトンネル断面の高さは、鉄道の車両を通すためにも十分な車両限界を実現できた。トンネルを通る最初の列車は1869年12月7日に運転された。1884年には、北岸の使われなくなった建設用立坑がワッピング駅となった。
イースト・ロンドン鉄道は後にロンドン・オーバーグラウンドに吸収され、そのイースト・ロンドン線となった。1962年までは貨物輸送を行っていた。地下鉄として運行されていた当時、テムズトンネルは地下鉄の構造物の中では最古のものであった。
イースト・ロンドン線とジュビリー線延長区間の間でカナダ・ウォーター駅で交差を建設することが計画された。このためにはイースト・ロンドン線を一時休止することが必要であったため、この機会にトンネルの長期補修を行うことになった。1995年にイースト・ロンドン線は建設・補修工事のために休止となった。提案されたトンネル補修工法は、漏水を防ぐために吹き付けコンクリートを実施するもので、これにより当初のトンネルの外観を完全に損なうことから、できるだけ作業を安価に素早く完了させたい当局と、トンネルの外観を保存することを望む建築物に関心のある人たちの間で厳しい議論を巻き起こした。ロンドン地下鉄が長期補修を開始する予定としていた1995年3月24日に、トンネルが第2級登録建造物に記載されたことで保存を望む人たちが勝利を収めた。
トンネルの一端の短区間は補修工事を行わないままとし、また残りの区間についてもより配慮した補修工事を行うことで合意がなされ、補修工事は実施されて、当初予定していたよりもかなり遅れて1998年に使用が再開された。イースト・ロンドン線延長工事のために2007年12月23日から再度運転が休止され、線路の敷設作業と信号の改良作業が行われた。この延長工事によりトンネルはロンドン・オーバーグラウンドの一部となった。2010年4月27日に運転が再開されたのちは、再び本線の列車が走るようになっている。

### 影響

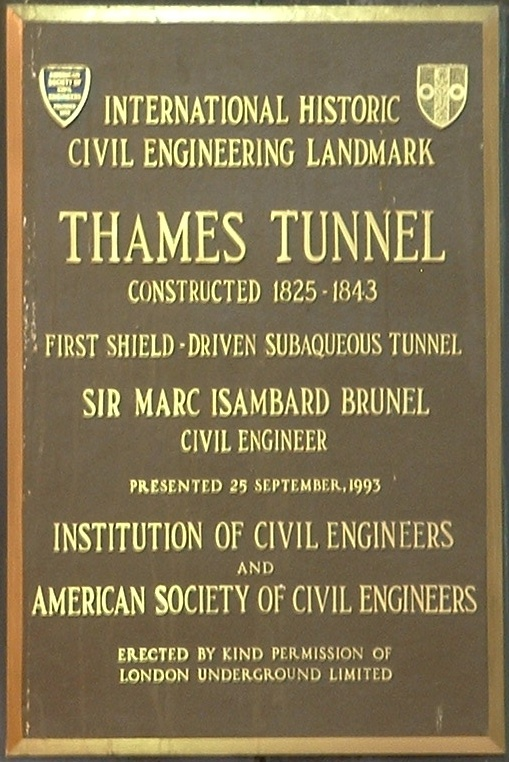
2007年にイースト・ロンドン線が休止される以前にロザーハイズ駅に設置されていた記念プレート

テムズトンネルの建設により、それまで多くの技術者が懐疑的であったのに反して、水底トンネルの建設は実際に可能であることが示された。これに続く数十年間の間に、イギリスではいくつもの水底トンネルが建設された。ロンドンのタワー地下道、セヴァーン川の下をくぐるセヴァーントンネル、マージー川の下をくぐるマージー鉄道トンネルなどである。またブルネルが開発したシールド工法は後にさらに改良され、ジェームズ・グレートヘッドが技術の発展に重要な役割を果たした。テムズトンネルの歴史的な重要性が考慮され、1995年3月24日に第2級登録建造物に登録された。一時的に休止される前はロザーハイズ駅のプラットホームへ下る階段の上に記念のプレートが取り付けられていた。このプレートは作業中安全のために取り外されていたが、トンネルの壁に再度取り付けられており、駅の旅客用階段から見ることができる。

## 訪問

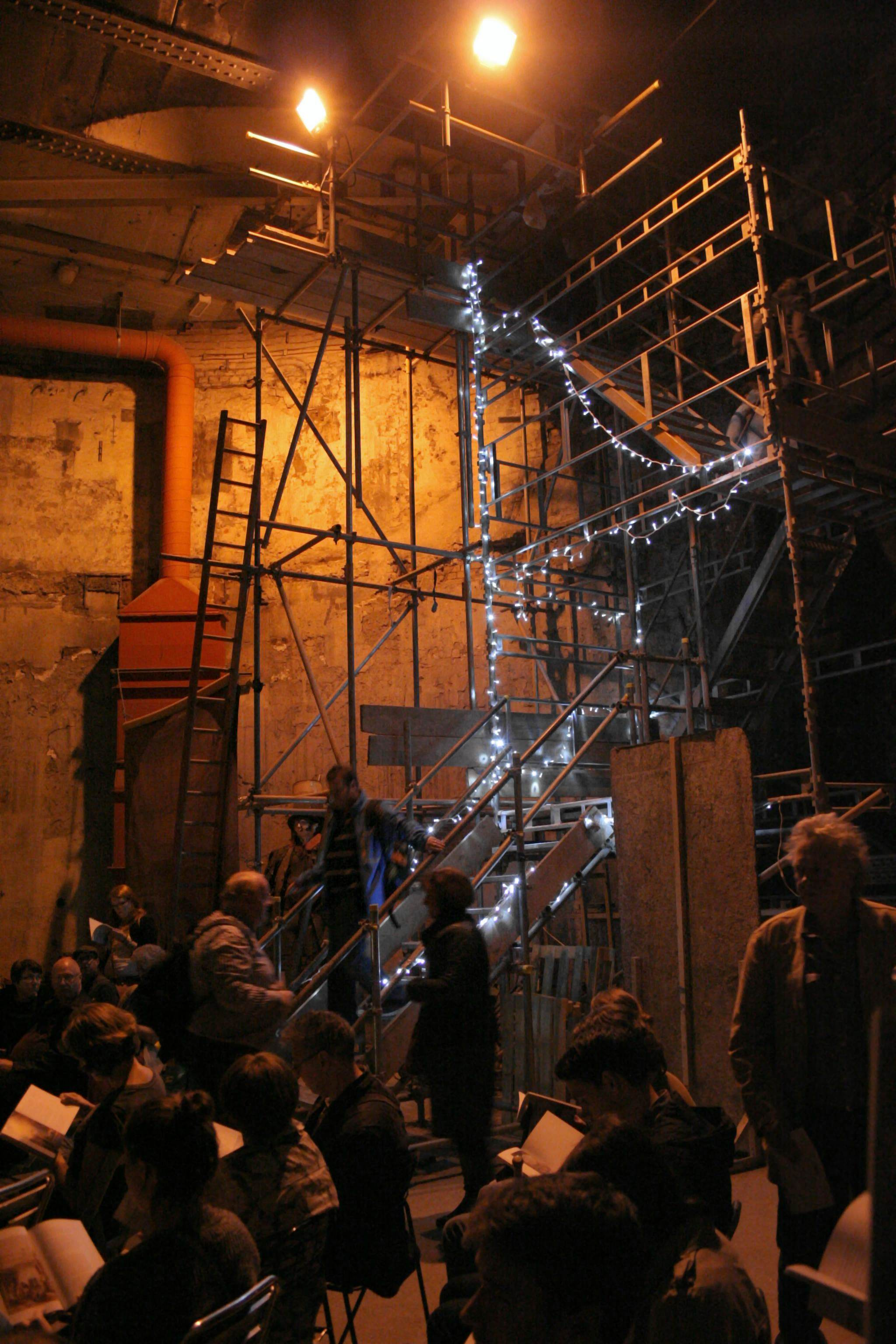
北西側立坑の内部、2013年9月

ロザーハイズの近くに、ブルネルが当初建設した機械室がブルネル博物館として公開されている。元々トンネルの排水ポンプを収容するために造られたもので、現在は修復されている。イースト・ロンドン線が2007年に大規模改修工事のために休止となるまでは、博物館はトンネルを列車で通り抜けるツアーを実施していた。
今でもワッピングからロザーハイズへ、そしてまだ戻ってくる徒歩でのトンネル通行も可能である。しかし、これは路線が補修工事のために閉鎖されているときにのみ可能であるため、時折しか機会がなくしかも場当たり的である。

### 立坑
1860年代に列車の運行が開始されたとき、縦坑は換気のために使用されていた。階段は火災の危険性を減らすために撤去されていた。2011年に、路線改良工事のために閉鎖されていた間にコンクリート製の基礎が縦坑の底付近、線路よりは上に構築された。このスペースは、蒸気機関車から吐き出された黒煙で壁が黒ずんでいるが、現在は狭い入口と足場を通り抜けることで入れるようになっており、コンサートの会場として使われている。また立坑の頂上付近には屋上庭園とバーが建設されている。